# Olimpo (prepósito)
Olimpo (em latim: Olympus) foi um oficial romano do século III, ativo no Oriente durante o reinado conjunto dos imperadores Diocleciano (r. 284–305) e Galério (r. 293–311). Segundo um dos papiros de Oxirrinco, teria servido em 395 como prepósito militar (em latim: praepositus militum).